# マイケル・スレイド
マイケル・スレイド (Michael Slade) はカナダの推理作家。
精神異常による犯罪を専門とする刑事弁護士ジェイ・クラーク（1947 - ）を中心とするチーム作家のペンネーム。

## 作品リスト
- 『ヘッドハンター』上・下（HeadHunter、大島豊訳、創元ノヴェルズ） 1984、のち創元推理文庫 2005
- 『グール』上・下（Ghoul、大島豊訳、創元ノヴェルズ） 1987、のち創元推理文庫 2004
- 『カットスロート』上・下（Cutthroat、大島豊訳、創元ノヴェルズ） 1992、のち創元推理文庫 2005
- 『髑髏島の惨劇』（Ripper、夏来健次訳、文春文庫） 2002
- 『暗黒大陸の悪霊』（Evil Eye、夏来健次訳、文春文庫） 2003
- 『斬首人の復讐』（Primal Scream、夏来健次訳、文春文庫） 2005
- 『メフィストの牢獄』（Burnt Bones、夏来健次訳、文春文庫） 2007
- Hangman（未訳)
- Death's Door（未訳)
- Bed of Nails（未訳)
- Swastika（未訳)
- Kamikaze（未訳)
- Crucified（未訳)
- Red Snow（未訳)